# Alcyonium etheridgei
Alcyonium etheridgei is een zachte koraalsoort uit de familie Alcyoniidae. De koraalsoort komt uit het geslacht Alcyonium. Alcyonium etheridgei werd in 1911 voor het eerst wetenschappelijk beschreven door Thomson & Mackinnon. 